# فلامانزی
فلامانزی (به لاتین: Flămânzi) یک شهرک در رومانی است که در شهرستان بوتوشانی واقع شده‌است.

## خصوصیات
فلامانزی ۱۰۹٫۸۵ کیلومترمربع مساحت و ۱۰٬۱۳۶ نفر جمعیت دارد.

## خواهرخوانده
شهر Soroca خواهرخواندهٔ فلامانزی هست.